# Arado cincel

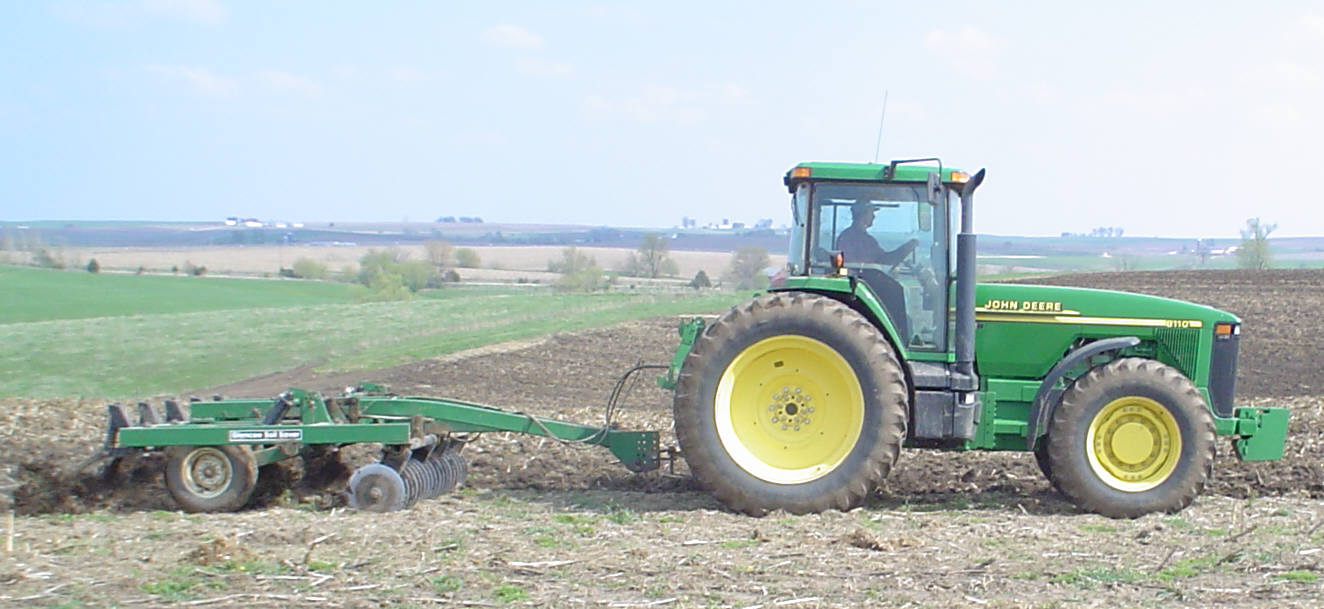
Un tractor moderno John Deere 8110 Farm Tractor utilizando un arado cincel.

El arado cincel es una herramienta de labranza vertical que permite labrar el suelo, sin invertirlo entremezclando superficialmente los restos vegetales. El arado de cinceles es una herramienta óptima que permite efectuar labores conservacionistas, además de favorecer ciertos procesos como la mejor infiltración del agua de lluvia, reducción del planchado, mejor conservación de la humedad, reducción de la erosión, etc.
Consta de una determinada cantidad de arcos de acero (cada cincel insume entre 7 y 10 HP para ser traccionado), separados generalmente a 35 cm uno de otro, y en sus extremos inferiores se les coloca una púa de acero endurecido.
Este implemento se pasa por el campo a una profundidad de entre 18 y 25 cm, se estima conveniente su uso a una velocidad de entre 7 y 10 km/h. Son herramientas de fácil regulación, de mantenimiento mínimo.

## Forma de operación
Durante la operación de cincelado, se produce la roturación del suelo como consecuencia del avance del cincel y de las vibraciones que origina el brazo elástico que soporta la púa. Además, la curvatura de dicho arco mejora las condiciones de entremezclado de los restos superficiales sin producir la inversión de la tierra. De esta forma, no se mezclan los horizontes del suelo, manteniendo en superficie las capas con mejor estructura. El trabajo debe hacerse en dos pasadas (en casos extremos, tres). La primera pasada deberá hacerse a poca profundidad (12-18 cm) y a una velocidad elevada para lograr un entremezclado correcto. La segunda pasada podrá hacerse a menos velocidad y mayor profundidad ya que no es necesario aquí conseguir el efecto de entremezclado y desterronado ya logrado en la primera.